# Eschachtal
Das Eschachtal ist ein vom Landratsamt Rottweil am 26. März 1990 durch Verordnung ausgewiesenes Landschaftsschutzgebiet auf dem Gebiet der Gemeinde Zimmern ob Rottweil und der Stadt Rottweil.

## Lage
Das Landschaftsschutzgebiet Eschachtal erstreckt sich vom Zimmerner Ortsteil Horgen bis zum Rottweiler Stadtteil Bühlingen im Tal der Eschach.

## Landschaftscharakter
Die steilen Hänge des Eschachtals sind östlich von Horgen zumeist bewaldet. Zwischen Unterrotenstein und Eckhof ist das Tal offener und zum Teil sind Wacholderheiden an den Talhängen zu finden. Das Landschaftsschutzgebiet wird bei Horgen von der Eschachtalbrücke überspannt.

## Geschichte
Das Eschachtal stand zwischen Horgen und Bühlingen bereits seit 1953 unter Landschaftsschutz. Durch die Neuverordnung des Landschaftsschutzgebiets Eschachtal im Jahr 1990 trat die alte Landschaftsschutzverordnung im Geltungsbereich des neuen Landschaftsschutzgebiets außer Kraft.

## Zusammenhängende Schutzgebiete
Das Landschaftsschutzgebiet überschneidet sich zum Teil mit dem FFH-Gebiet Baar, Eschach und Südostschwarzwald und liegt im Vogelschutzgebiet Baar. Der Felsen beim ehemaligen Schlößle Oberrotenstein ist als flächenhaftes Naturdenkmal eingetragen.